# Þórdís Kolbrún R. Gylfadóttir
Þórdís Kolbrún Reykfjörð Gylfadóttir (Akranes, 4 de noviembre de 1987) es una política y abogada islandesa. Fue Ministra de Relaciones Exteriores de Islandia entre 2021 y 2023.
También ha ocupado anteriormente los cargos de Ministra de Turismo, Industria e Innovación y Ministra de Justicia. También ha sido miembro del Althing (parlamento de Islandia) por la Circunscripción del Noroeste desde 2016, como representante del Partido de la Independencia. A la edad de 29 años, se convirtió en la mujer más joven en convertirse en ministra islandesa. Es vicepresidenta del Partido de la Independencia desde 2018.